# مارتن بلوك
مارتن بلوك (بالإنجليزية: Martin Block)‏ هو مقدم برامج إذاعية ودي جيه أمريكي، ولد في 3 فبراير 1903 في لوس أنجلوس في الولايات المتحدة، وتوفي في 18 سبتمبر 1967 في نيويورك في الولايات المتحدة.

## وصلات خارجية
- مارتن بلوك على موقع IMDb (الإنجليزية)
- مارتن بلوك على موقع ميوزك برينز (الإنجليزية)
- مارتن بلوك على موقع ميوزك برينز (الإنجليزية)
- مارتن بلوك على موقع قاعدة بيانات الفيلم (الإنجليزية)